# Амит Фаркаш
Мелиса Амит Фаркаш (на иврит: עמית פרקש) е израелска актриса и певица с еврейски произход. Най-известна е с ролята си на Ела Розен в сериала Split.

## Биография
Амит Фаркаш е родена на 26 май 1989 година в Торонто, Онтарио. На 2-годишна възраст живее със семейството си в Ramat Hasharon, Кесария, Израел. На 13 години тя започва да учи пеене. Става известна през 2006 година, когато записва песента Million of stars, в памет на брат си – капитан Том Фаркаш, който е починал в катастрофа с хеликоптер по време на Втората ливанска война през 2006. Песента е написана и композирана от приятел на Том и изпята за първи път от Амит на погребението му. Тя придобива слава по радиото и става песента най-тясно идентифицирана с войната.
От 2007 до 2008 година Амит играе главна роля в израелската версия на High School Musical. Също се представя на фестивала в Ханука през 2009 и 2011 година. През 2010 тя публикува дебютния си албум Feel и издава сингъла Something New.
През 2009 Фаркаш получава първата си голяма водеща роля в телевизията. Тя си партнира с Йон Томаркин в израелския сериал Split. Сериалът пожънва висок международен успех и е излъчен в 78 различни страни, включително и България. През 2012 Амит е състезател в седми сезон на Dancing with the stars. Тя си партнира с професионалния танцьор Oron Dahan и печели трето място. От 2014 Амит играе ролята на Дана в телевизионния сериал "The Nerd Club.

## Филмография
2009: Alex pro and cons
2009-12: Split (TV series, 135 episodes)
2012: Rokdim Im Kochavim
2013: Plaited Braid (Short)
2014: The Nerd Club (TV series)

##### Дискография
2006: מיליון כוכבים (Million of Stars, single)
2010: Feel (album)
2010: Something New (single)